# Summerlove Sensation
Singles de Bay City Rollers
Shang-a-Lang
(1974) All of Me Loves All of You
(1975)
Clip vidéo
[vidéo] « Summerlove Sensation (TopPop, 1974) », sur YouTube
Summerlove Sensation est une chanson des Bay City Rollers issue de leur album de 1974, Rollin'. La même année une version single sort, elle atteint la 3e place au Royaume-Uni.

## Classements
| Classement (1974)              | Meilleure position |
| ------------------------------ | ------------------ |
| Royaume-Uni (UK Singles Chart) | 3                  |

## Version de Sylvie Vartan (Petit rainbow)
Singles de Sylvie Vartan
Le temps du swing
(1976) Georges
(1977)
Quelques années plus tard, la chanson a été adaptée en français (sous le titre Petit rainbow) par Pierre Grillet. Enregistrée par Sylvie Vartan, qui l'a sortie en single en 1977, elle s'est classée n°4 des ventes de singles en France.

### Liste des pistes
Single 7" (1977, France etc.)
A. Petit rainbow (Summer Love Sensation) (3:33)
B. Bla bla bla (2:46)

### Classements
| Classement (1977) | Meilleure position |
| ----------------- | ------------------ |
| France            | 4                  |